# Coupe Memorial 1989
Navigation
Édition précédente Édition suivante
L'édition 1989 de la Coupe Memorial est présenté du 6 au 13 mai 1989 à Saskatoon, Saskatchewan. Elle regroupe les champions de chacune des divisions de la Ligue canadienne de hockey, soit la Ligue de hockey junior majeur du Québec (LHJMQ), la Ligue de hockey de l'Ontario (LHO) et la Ligue de hockey de l'Ouest (LHOu)

## Équipes participantes
- Le Titan de Laval représente la Ligue de hockey junior majeur du Québec.
- Les Petes de Peterborough représentent la Ligue de hockey de l'Ontario.
- Les Broncos de Swift Current représentent la Ligue de hockey de l'Ouest.
- Les Blades de Saskatoon de la LHOu en tant qu'équipe hôte.

## Classement de la ronde Préliminaire
| Équipe                   | PJ | V | D | BP | BC | Pts |
| ------------------------ | -- | - | - | -- | -- | --- |
| Blades de Saskatoon      | 3  | 2 | 1 | 12 | 10 | 4   |
| Broncos de Swift Current | 3  | 2 | 1 | 16 | 14 | 4   |
| Petes de Peterborough¹   | 3  | 1 | 2 | 8  | 11 | 2   |
| Titan de Laval¹          | 3  | 1 | 2 | 11 | 12 | 2   |

¹ Une rencontre de bris d'égalité fut disputé entre les Petes de Peterborough et le Titan de Laval afin de déterminer le détenteur de la troisième position. Peterborough remporta cette rencontre par la marque de 5 à 4.

## Résultats

### Résultats du tournoi à la ronde
Voici les résultats du tournoi à la ronde pour l'édition 1989 :

## Effectifs
Voici la liste des joueurs des Broncos de Swift Current, équipe championne du tournoi 1989 :
- Entraîneur : Graham James
- Gardiens : Don Blishen et Trevor Kruger.
- Défenseurs : Scott Albert, Kevin Barrett, Jeff Knight, Kevin Knopp, Chris Larkin, Dan Lambert, Evan Marble, Wade Smith et Bob Wilkie.
- Attaquants : Kimbi Daniels, Peter Kasowski, Sheldon Kennedy, Blake Knox, Darren Kruger, Trent McCleary, Mark McFarlane, Kyle Reeves, Matt Ripley, Brian Sakic, Geoff Sanderson, Trevor Sim, Peter Soberlak et Tim Tisdale.

## Honneurs individuels
- Trophée Stafford-Smythe (meilleur joueur) : Dan Lambert (Broncos de Swift Current)
- Trophée George-Parsons (meilleur esprit sportif) : Jamey Hicks (Petes de Peterborough)
- Trophée Hap-Emms (meilleur gardien) : Mike Greenlay (Blades de Saskatoon)

Équipe d'étoiles :
- Gardien : Mike Greenlay (Blades de Saskatoon)
- Défenseurs : Dan Lambert (Broncos de Swift Current) et Ken Sutton (Blades de Saskatoon)
- Centre : Tim Tisdale (Broncos de Swift Current)
- Ailier gauche : Neil Carnes (Titan de Laval)
- Ailier droit : Sheldon Kennedy (Broncos de Swift Current)